# 杰丝明·沃德

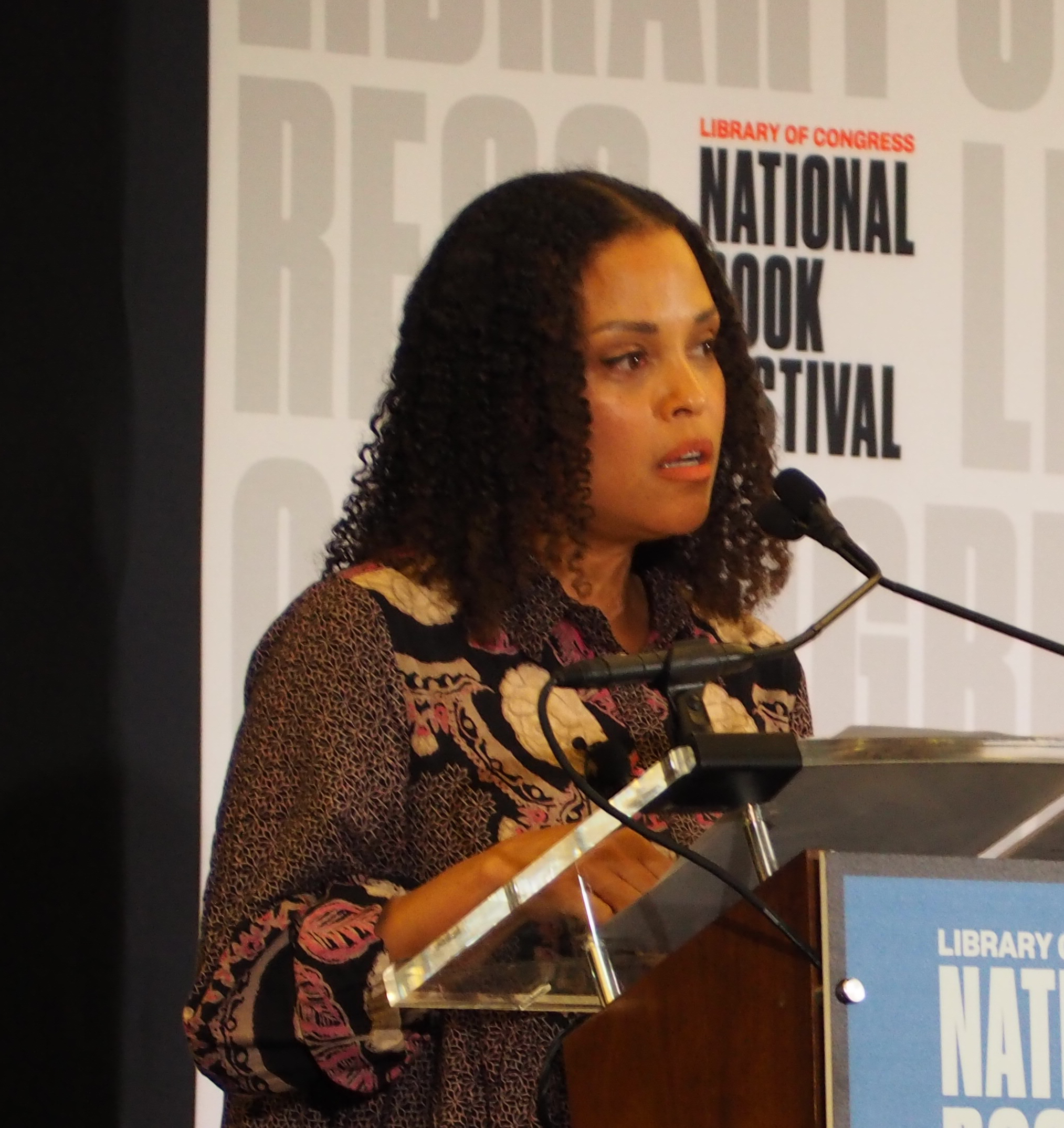
杰丝明·沃德

杰丝明·沃德（Jesmyn Ward ，1977年4月1日-） 是一位美国小说家，在密西西比州长大，並獲得密歇根大学艺术硕士学位。她也是杜蘭大學教授。 
她是唯一一位两次获得美国国家图书奖小说奖的女性，也是唯一一位非洲裔美国人。 她還獲得過麦克阿瑟奖。她曾在自己的作品裡面提及2005年飓风卡特里娜災後災民互幫互助的故事。 沃德有三部小说均以密西西比州虚构的小镇为故事背景。